# 布魯克斯米爾 (加利福尼亞州)
布魯克斯米爾（英語：Brooks Mill）是位於美國加利福尼亞州莫多克縣的一個非建制地區。該地的面積和人口皆未知。

## 地理
布魯克斯米爾的座標為41°16′46″N 120°18′39″W / 41.27944°N 120.31083°W，而該地的平均海拔高度為1629米（即5344英尺）。